# Good Morning, Miami
Good Morning, Miami est une série télévisée américaine en quarante épisodes de 24 minutes, créée par David Kohan et Max Mutchnick et dont seulement trente épisodes ont été diffusés entre le 26 septembre 2002 et le 18 décembre 2003 sur le réseau NBC.
En France, la série a été diffusée à partir du 6 septembre 2003 sur TPS Family et rediffusée en 2005 sur NRJ 12. Elle reste inédite dans les autres pays francophones.

## Synopsis
Cette série met en scène le quotidien d'une société qui produit une émission de télévision matinale : Good Morning Miami. Mais l'équipe n'est pas parfaite : entre problèmes de couples et conflits entre employés, l'humour est toujours au rendez-vous.

## Distribution
- Mark Feuerstein (VF : Emmanuel Karsen) : Jake Silver
- Ashley Williams (VF : Murielle Naigeon) : Dylan Messinger
- Matt Letscher (VF : Jean-François Pages) : Gavin Stone
- Constance Zimmer (VF : Catherine Privat) : Penelope « Penny » Barnes Barrington
- Jere Burns (VF : Guillaume Orsat) : Frank Jennifer Alfano
- Tessie Santiago : Lucia Rojas-Klein (épisodes 1 à 11)
- Brooke Dillman (en) : Sœur Brenda Trogman (épisodes 1 à 11)
- Suzanne Pleshette : Claire Arnold, grand-mère de Jake (saison 1)

 Source et légende : version française (VF) sur RS Doublage

## Production
Au printemps 2003, la production offre à Heather Locklear de joindre la deuxième saison. (Elle se fera plutôt offrir une nouvelle série dramatique, LAX, à l'automne 2004.)
En juillet 2003, Tiffani Thiessen décroche un rôle pour trois épisodes, qui deviendra récurrent. Le mois suivant, un rôle récurrent est offert Jillian Barberie (en), miss météo à la station KTTV (Fox) à Los Angeles. Les cinq membre de l'émission de téléréalité Queer Eye for the Straight Guy sur Bravo sont invités dans le deuxième épisode.
Après avoir déplacé la série dans la grille horaire à plusieurs reprises, la série prend une pause hivernale en décembre. À la suite d'un conflit contractuel avec les producteurs concernant Will et Grace, la série ne reviendra pas à l'antenne, laissant neuf épisodes inédits. Le dernier épisode tourné (et non diffusé) fait allusion au traitement de la série subi par le réseau.

## Épisodes

### Première saison (2002-2003)
1. Bonjour Jake (Pilot)
2. Combat de coqs (Power Failure)
3. À la conquête de Dylan (The Way to Dylan's Heart)
4. Jake à la barre (Swan Jake)
5. Gentleman Jake (It Didn't Happen One Night)
6. Le Sous Locataire (The Heart is a Lonely Apartment Hunter)
7. Le Baiser (Kiss of the Spiderman)
8. L'Anniversaire de Jake (Penny Wise, Jake Foolish)
9. Joue Belle-Maman (If It's Not One Thing, It's a Mother)
10. Maboule de Cristal (I'm with Stupid)
11. Les 12 étapes de Jake (High, My Name Is Jake)
12. La Dédicace (Jake's Nuts Roasting on an Open Fire)
13. Moa aime toa (Mee So Torny)
14. Penny, pas Penny (Take a Penny, Leave a Penny)
15. Le Chien de sa vie (Mutt and Jake)
16. Le Grant saut (The Big Leap)
17. Un agent d'enfer (Fear and Loathing in Miami)
18. New York / Miami (About a Ploy)
19. Trois semaines d'attente (Three Weeks Notice)
20. Un ange gardien pour Gavin (Someone to Watch Over Gavin)
21. Opération séduisez Gavin (The Slow and the Furious)
22. Le Grand frisson (One Flu Over the Cuckold's Nest)

### Deuxième saison (2003)
Le 12 mai 2003, la série est renouvelée pour une deuxième saison. Elle est diffusée à partir du 30 septembre 2003.
1. Réveil difficile - 1re Partie (The New Good Morning, Miami)
2. Manhattan, nous voilà - 2e Partie (Good Morning, Manhattan)
3. Dilemme pour Dylan (I Second That Promotion)
4. Gavin grand reporter (With Friends Like These, Who Needs Emmys?)
5. Le Match des ex (The Ex Games)
6. Amour à jamais (Will You Still Leave Me Tomorrow?)
7. Le Baiser du menteur (A Kiss Before Lying)
8. Chez elle ou chez moi ? (Her Place or Mine?)
9. L'Amour en cage (Looking For Love in All the Wrong Cages)
10. Les paris sont ouverts (You Bet Your Relationship)
11. Le Placard (Subterranean Workplace Blues)
12. Cauchemar en altitude (Nightmare at 2000 Feet)
13. Le Secret de Victoria (Victoria's Secret)
14. Un plan pas si simple (A Sample Plan)
15. Le Fan club de Gavin (Gays and Confused)
16. La Bague (The Return of the Ring)
17. 7 jours de réflexions (The Wait Problem)
18. La Ronde (Three Ring Circus)

## Commentaires
Good Morning, Miami serait une parodie de Good Morning America, la matinale diffusée sur le réseau ABC.